# 3DO公司
公司（三美元公司）（前NASDAQ：THDO），由特里普·霍金斯于1991年以（圣马特奥软件游戏公司
）的名称建立。一年后，改名为，并推出了新一代游戏平台——3DO游戏机，可惜未能坚持下来，最终不得不从硬件业全线撤退，转而成为一家纯粹的软件开发商和发行商，为此付出了惨痛的代价。公司後來几年一直致力于电脑游戏业，其代表作包括第一人称角色扮演类游戏魔法门系列、第三人称回合制策略游戏魔法门之英雄无敌系列和玩具军人系列。

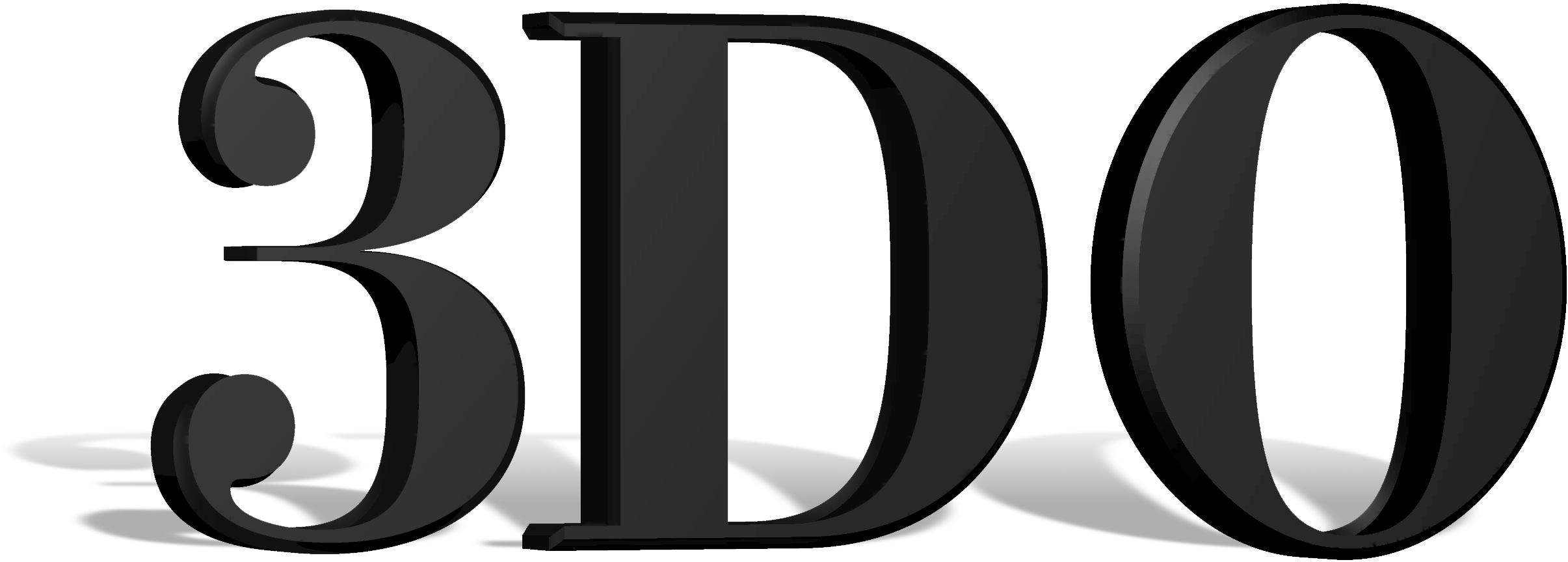
3DO公司自1997起一直使用至2003年破产的最终版Logo

2003年5月，3DO公司正式破产。魔法门及英雄无敌系列游戏的版权被卖给了育碧公司，其他一些版权卖给了微软、南夢宮等公司。